# Mondesa
Mondesa ist eine Vorstadt von Swakopmund in Namibia. Der Stadtteil liegt im Nordosten der Stadt. Im Nordwesten grenzt er an den Stadtteil Tamariskia, im Süden an das Industriegebiet. Ansonsten ist Mondesa von der Wüste Namib umgeben, wobei sich im Nordosten in etwa ein Kilometer Abstand Democratic Resettlement Community (DRC), das 2003 offiziell von der Stadtverwaltung anerkannte Slumviertel von Swakopmund weiter ausbreitet.
Ursprünglich war Mondesa ein Township für die Schwarzen Einwohner von Swakopmund. Es ist auch heute noch der ärmste Stadtteil, der von kleinen Einzelhäusern und einer Bevölkerung mit hoher Arbeitslosigkeit gekennzeichnet ist. Es ist weiterhin der am schnellsten wachsende Stadtteil mit einer geschätzten Einwohnerzahl von 25.000 und folglich mehr als 70 % der Gesamteinwohnerzahl von Swakopmund.
Im Stadtteil Mondesa ist der namibische Fußball-Erstligist Blue Boys beheimatet. 2008 wurde der Mondesa Play Park als einer der größten Kinderspielplätze der Stadt eröffnet.